# Карвалло, Мордехай
Мордехай Барух Карвалло (род. ок. 1705 года; ум. в 1785 году) — тунисский раввин и богатый коммерсант.
Ученик Исаака Лумброзо. Был раввином в городе Тунисе (с 1752 г.) и считался одним из выдающихся талмудистов в северной Африке.

## Труды
«Mira Dachia» («מירא דכיא») — комментарий на различные трактаты Талмуда, а также к кодексу Маймонида (издан в Ливорно, 1792).
Его сын Исаак Карвалло (1731—1759) написал комментарий на сочинение рабби Илии Мизрахи и примечания к разным трактатам Талмуда. После его ранней смерти (в 28 лет), эти труды были изданы его отцом в 1761 году под заглавием «Книга воспоминаний, и жизнь Исаака» («Sefer ha-Zichronoth we-Chaje Izchak») вместе с сочинением Мордехая «Toafot Reem». Это издание содержит комментарии к труду Мизрахи, сборники различных трактатов Талмуда и четыре похоронные речи.